# 索罟灣

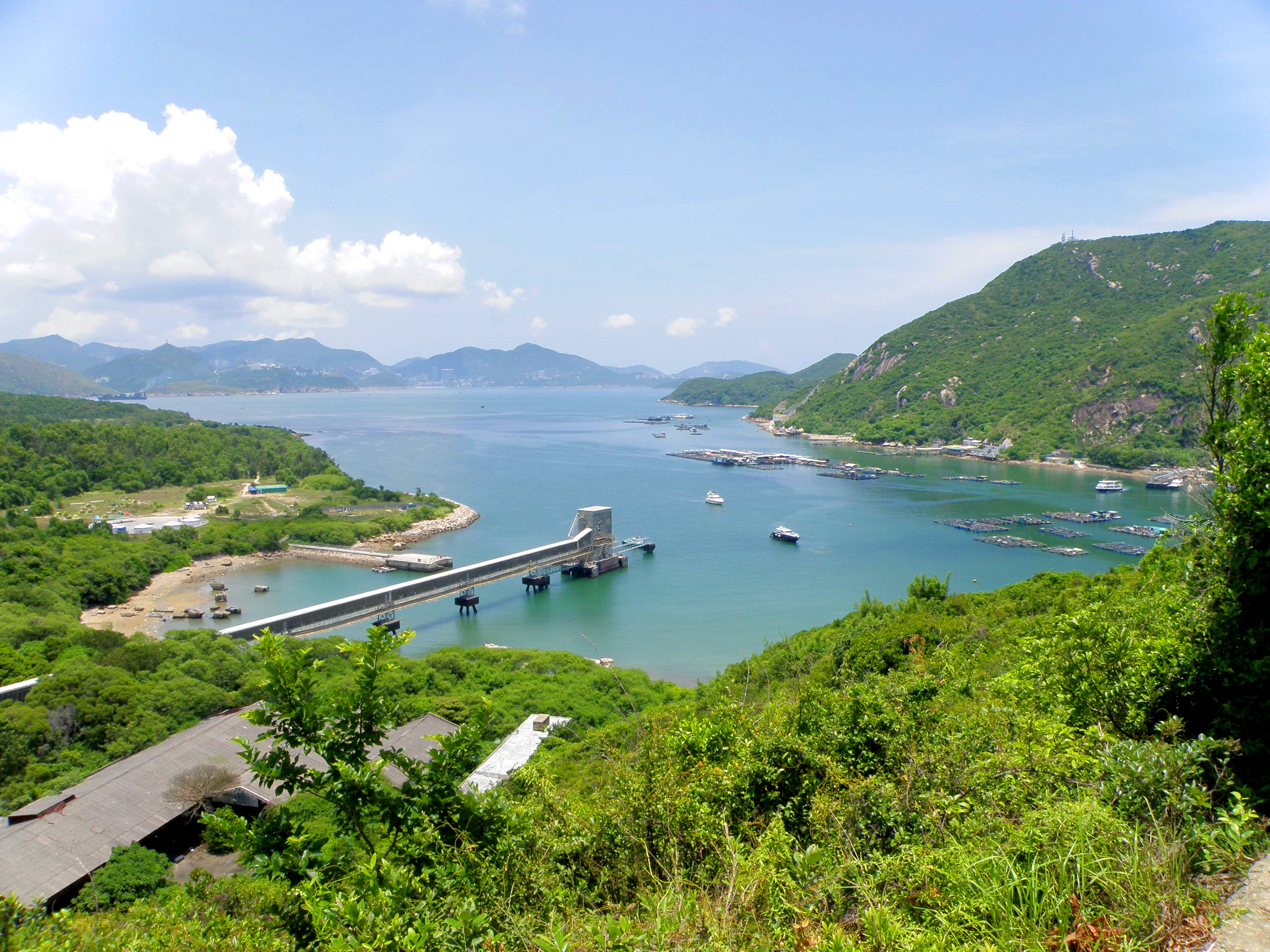
索罟灣及前索罟灣水泥廠（左下）

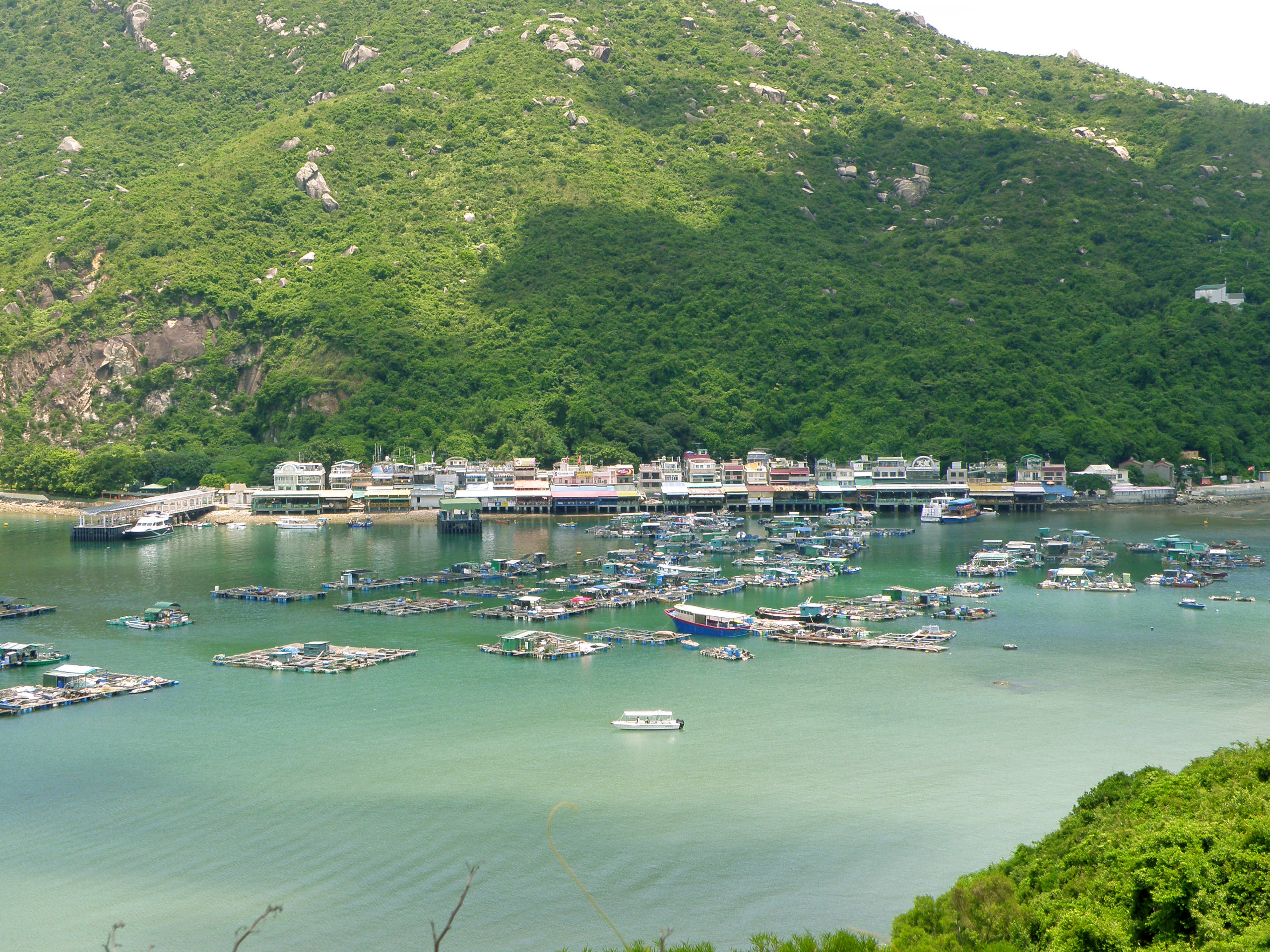
索罟灣聚居地

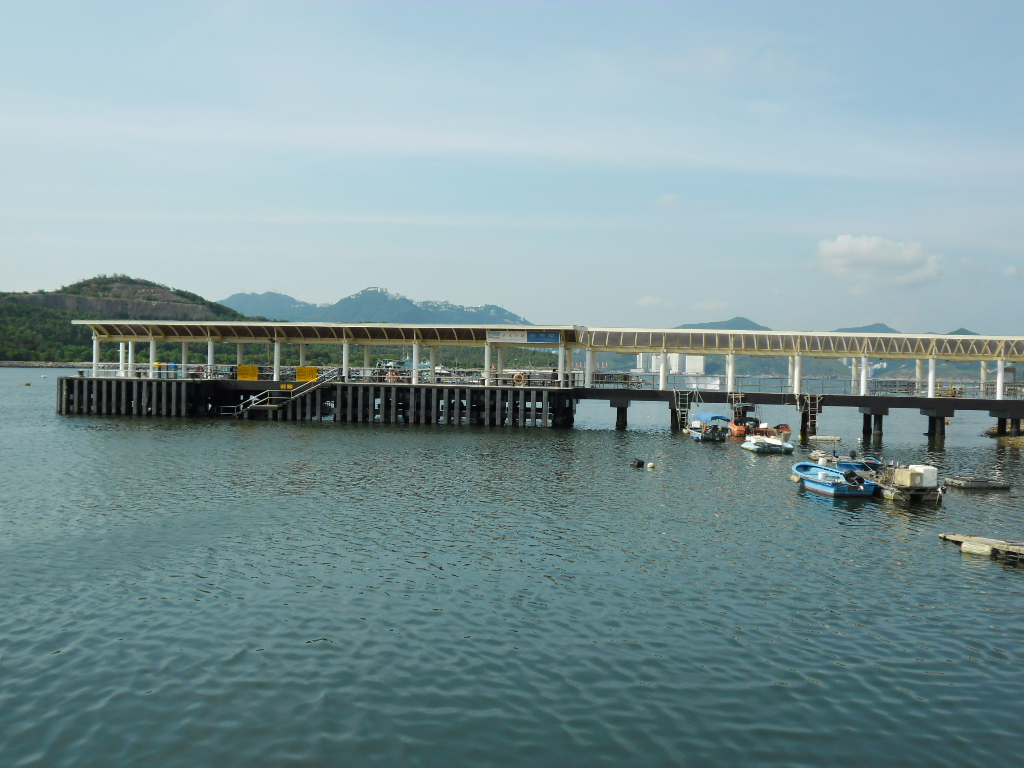
索罟灣渡輪碼頭

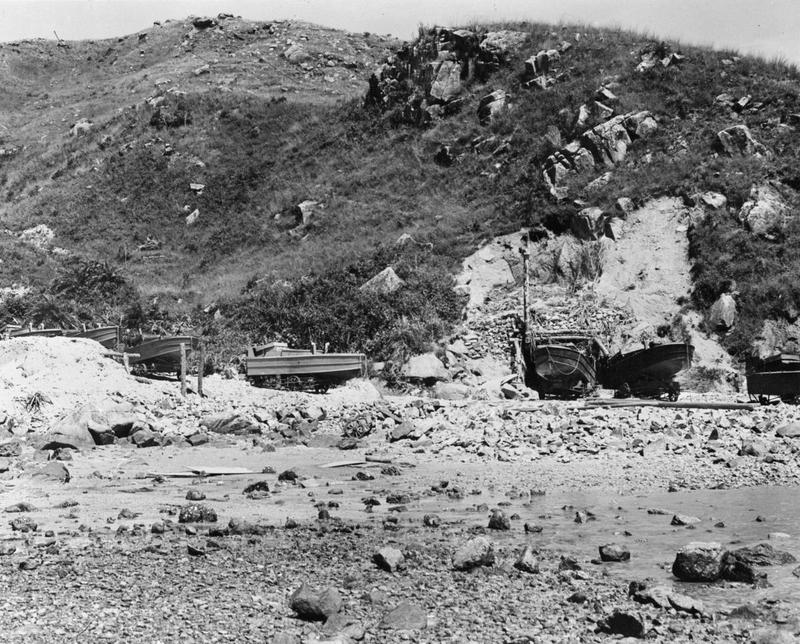
二戰剛結束後，日軍敗退遺留索罟灣岸邊的「震洋艇」自殺式小艇

索罟灣是位於香港南丫島東岸的海灣。

## 名稱
索罟灣昔日由英國人命名為 ，中文意思為「野餐灣」。

## 交通
索罟灣對外交通完全依靠兩條渡輪航線，分別為往返中環碼頭的港九小輪（航程約35至40分鐘）及往返香港仔（經模達灣）的全記渡（約30分鐘）。
1983年，油麻地小輪曾經提出停辦索罟灣渡輪服務，引發居民抗議，最終當局收回決定。

## 特色景點
- 索罟灣天后宮：該天后宮建於清朝具有150年歷史，廟內有一條在2001年於香港水域捕獲的皇帶魚標本

- 索罟灣碼頭：該地有大量海鮮餐館，提供大量海產

- 神風洞：該處洞穴建立於日治時期，當時日本在太平洋戰爭中節節敗退，作為當時日本佔領地的香港，日本部署了大量震洋自殺式小艇預備反攻

## 圖片集

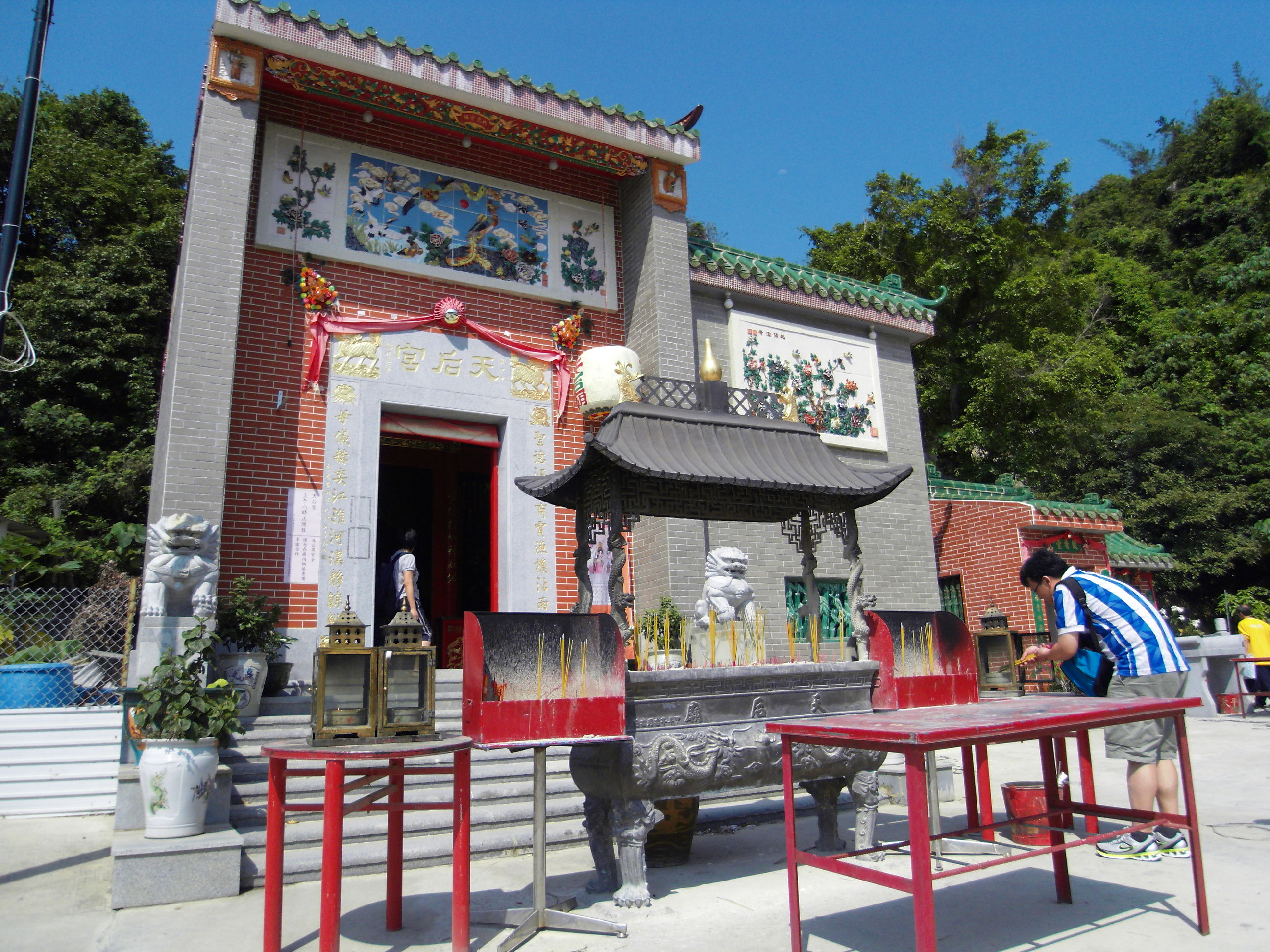
索罟灣天后宮
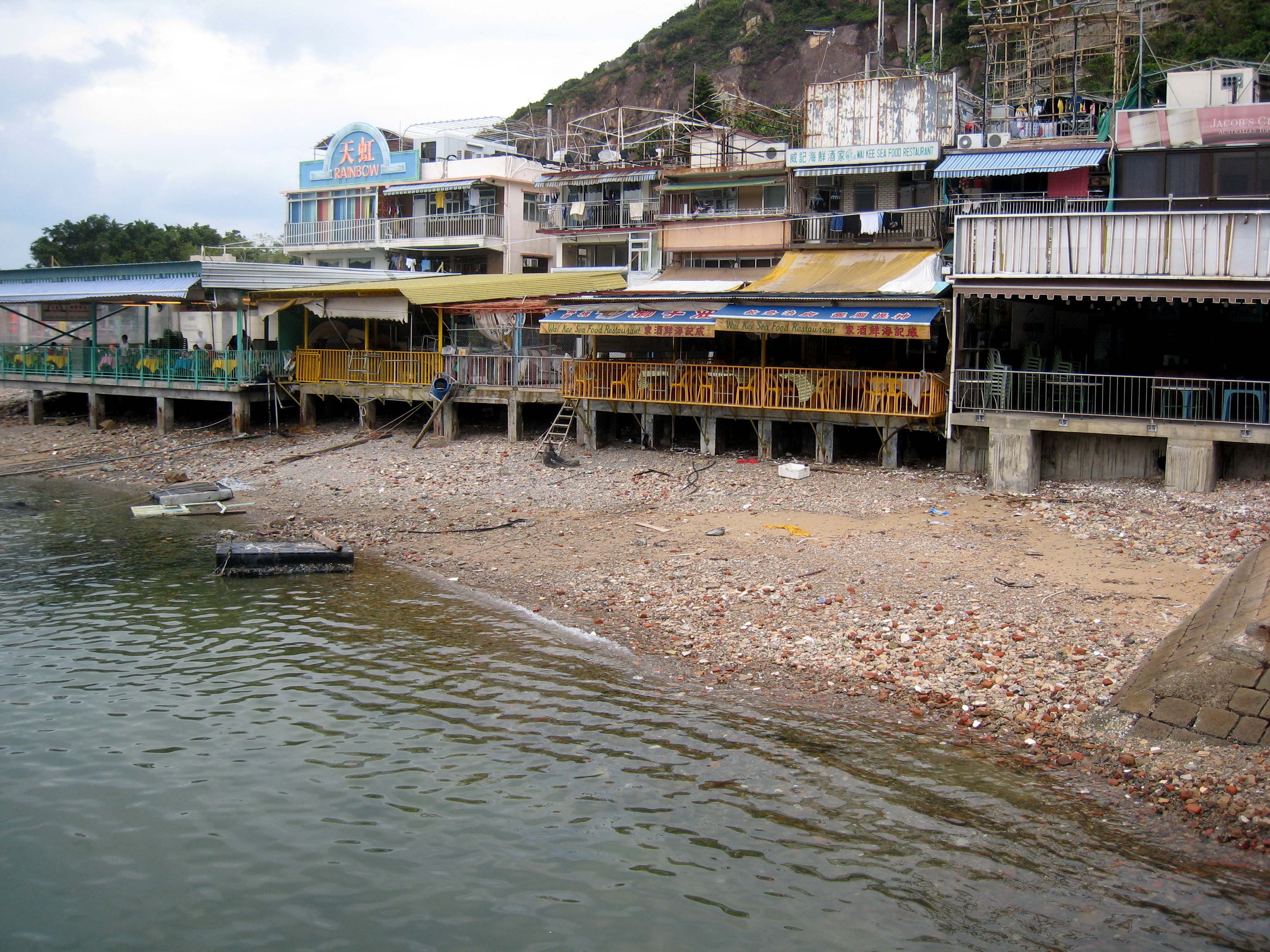
碼頭附近沿岸的海鮮酒家

## 外部連結
- 港九小輪：來往中環及香港仔時間表 （页面存档备份，存于）
- 全記渡有限公司：來往索罟灣及香港仔時間表 （页面存档备份，存于）